# Kyushu Railway Company
Die Kyushu Railway Company (jap. 九州旅客鉄道株式会社, Kyūshū ryokaku tetsudō kabushiki gaisha, kurz: JR九州, JR Kyūshū) ist eine der sieben Nachfolger der 1987 privatisierten Japanese National Railways. Sie betreibt das ehemals staatliche Netz auf der Insel Kyūshū.
Vorzeigeobjekt der Gesellschaft ist die Kyūshū-Shinkansen, eine 2004 eröffnete Schnellzugstrecke zwischen Shin-Yatsushiro und Kagoshima Chūō. Seit dem 12. März 2011 ist die Strecke über Kumamoto bis Hakata verlängert und damit an das restliche Shinkansen-Netz angeschlossen. Es sind 137 Züge mit drei Zugbezeichnungen und zwei Shinkansen-Fahrzeugen auf dem Kyūshū-Shinkansen in Betrieb.
Die Kyushu Railway Company betreibt weiterhin zahlreiche Regional- und Vorortzüge und mit dem Seven Stars in Kyushu einen Luxuszug.

## Geschichte

JR Kyushus Bereich in Rot

JR Kyūshū wurde am 1. April 1987 gegründet, nachdem die staatliche Eisenbahngesellschaft Japans privatisiert und aufgespaltet wurde.

## Linien
- Kyūshū-Shinkansen (九州新幹線)
- Nishi-Kyūshū-Shinkansen (西九州新幹線)
- Chikuhō-Hauptlinie (筑豊本線)
- Hōhi-Hauptlinie (豊肥本線)
- Kagoshima-Hauptlinie (鹿児島本線)
- Kyūdai-Hauptlinie (久大本線)
- Nagasaki-Hauptlinie (長崎本線)
- Nippō-Hauptlinie (日豊本線)
- Chikuhi-Linie (筑肥線)
- Fukuhoku-Yutaka-Linie (福北ゆたか線)
- Gotōji-Linie (後藤寺線)
- Hisatsu-Linie (肥薩線)
- Hitahikosan-Linie (日田彦山線)
- Ibusuki-Makurazaki-Linie (指宿枕崎線)
- Kashii-Linie (香椎線)
- Karatsu-Linie (唐津線)
- Kitto-Linie (吉都線)
- Misumi-Linie (三角線)
- Miyazaki-Kūkō-Linie (宮崎空港線)
- Nichinan-Linie (日南線)
- Ōmura-Linie (大村線)
- San’yō-Hauptlinie (山陽本線)
- Sasaguri-Linie (篠栗線)
- Sasebo-Linie (佐世保線)